# 132-й отдельный батальон связи
132-й отдельный батальон связи — воинское подразделение в вооружённых силах СССР во время Великой Отечественной войны. Во время ВОВ существовало два батальона связи с номером 132

## 132-й отдельный батальон связи 12-го стрелкового корпуса
Являлся корпусным батальоном связи 12-го стрелкового корпуса, повторил его боевой путь.
Сформирован в октябре 1942 года.
В составе действующей армии с 13 октября 1942 по 9 декабря 1942 года.
Находился в Аджария на границе в Турцией, в как таковых боевых действиях участия, очевидно, не принимал — однако во время наступления войск противника на Кавказ находился в зоне действующих войск.
Наиболее вероятно, что после 9 декабря 1942 года и до конца войны батальон так и оставался в тех же местах.

## 132-й отдельный батальон связи 3-го механизированного корпуса
Сформирован летом 1940 года.
Являлся корпусным батальоном связи 3-го механизированного корпуса.
В составе действующей армии с 22 июня 1941 по 16 июля 1941 года.
Разгромлен вместе со штабом корпуса 26 июня 1941 года в лесу под Скаудвилле